# エリック・ハンホルド
エリック・ドルー・ハンホルド（Eric Dru Hanhold, 1993年11月1日 - ）は、アメリカ合衆国テネシー州シェルビー郡バートレット出身のプロ野球選手（投手）。右投右打。MLBのサンディエゴ・パドレス傘下所属。

## 経歴

### プロ入り前
2012年のMLBドラフト40巡目（全体1238位）でフィラデルフィア・フィリーズから指名されたが、フロリダ大学へ進学した。

### プロ入りとブルワーズ傘下時代
2015年のMLBドラフト6巡目（全体181位）でミルウォーキー・ブルワーズから指名され、7月1日に契約。契約後は傘下のルーキー級アリゾナリーグ・ブルワーズ、A級ウィスコンシン・ティンバーラトラーズでプレー。A級ウィスコンシンでは10試合（先発7試合）に登板して0勝4敗、防御率7.60、23奪三振を記録した。
2016年はA+級ブレバード・カウンティ・マナティーズでプレーし、19試合に先発登板して2勝12敗、防御率4.81、64奪三振を記録した。
2017年はA+級カロライナ・マドキャッツでプレーし、30試合（先発3試合）に登板して8勝3敗2セーブ、防御率3.94、60奪三振を記録した。

### メッツ時代
2017年9月12日、8月12日に行われたトレードの後日発表選手としてニューヨーク・メッツへ移籍した。
2018年、マイナーでは傘下のルーキー級ガルフ・コーストリーグ・メッツ、A-級ブルックリン・サイクロンズ、AA級ビンガムトン・ランブルポニーズ、AAA級ラスベガス・フィフティワンズでプレー。AAA級ラスベガスでは14試合に登板して2勝2敗、防御率7.11、20奪三振を記録した。セプテンバー・コールアップの9月1日にメッツとメジャー契約を結んでアクティブ・ロースター入りした。9月4日のロサンゼルス・ドジャース戦でメジャーデビュー。1.1回を1安打無失点1奪三振に抑えた。9月25日に左斜紋筋の故障で60日間の故障者リスト入りした。
2019年9月14日にDFAとなった。

### オリオールズ時代
2019年9月16日にウェイバー公示を経てボルチモア・オリオールズへ移籍した。
2020年1月7日にホセ・イグレシアスの加入に伴ってDFAとなり、13日にマイナー契約で傘下のAAA級ノーフォーク・タイズへ配属された。この年は新型コロナウイルスの影響でマイナーリーグの試合が開催されず、メジャーにも昇格しなかったため、公式戦の登板は無かった。
2021年は5月のマイナーリーグ開幕からAAA級ノーフォークでプレーし、25試合に登板して1勝1敗4セーブ、防御率5.19、27奪三振を記録した。9月12日にメジャー契約を結んでアクティブ・ロースター入りし、同日のトロント・ブルージェイズ戦で3年ぶりのメジャー復帰登板を果たした。

### パイレーツ傘下時代
2021年11月3日にウェイバー公示を経てピッツバーグ・パイレーツへ移籍した。
2022年3月18日にアドニス・メディーナの加入に伴ってDFAとなり、21日にマイナー契約で傘下のAAA級インディアナポリス・インディアンスへ配属された。

## 投球スタイル
最速97.2mph（約156.4km/h）を計測する速球が武器である。

## 詳細情報

### 年度別投手成績
| 年 度    | 球 団    | 登 板 | 先 発 | 完 投 | 完 封 | 無 四 球 | 勝 利 | 敗 戦 | セ 丨 ブ | ホ 丨 ル ド | 勝 率 | 打 者 | 投 球 回 | 被 安 打 | 被 本 塁 打 | 与 四 球 | 敬 遠 | 与 死 球 | 奪 三 振 | 暴 投 | ボ 丨 ク | 失 点 | 自 責 点 | 防 御 率 | W H I P |
| -------- | -------- | ----- | ----- | ----- | ----- | -------- | ----- | ----- | -------- | ----------- | ----- | ----- | -------- | -------- | ----------- | -------- | ----- | -------- | -------- | ----- | -------- | ----- | -------- | -------- | ------- |
| 2018     | NYM      | 3     | 0     | 0     | 0     | 0        | 0     | 0     | 0        | 0           | ----  | 13    | 2.1      | 4        | 0           | 1        | 0     | 1        | 2        | 0     | 0        | 2     | 2        | 7.71     | 2.14    |
| 2021     | BAL      | 10    | 0     | 0     | 0     | 0        | 0     | 0     | 0        | 0           | ----  | 47    | 10.1     | 13       | 2           | 3        | 1     | 1        | 6        | 4     | 0        | 9     | 8        | 6.97     | 1.55    |
| MLB：2年 | MLB：2年 | 13    | 0     | 0     | 0     | 0        | 0     | 0     | 0        | 0           | ----  | 60    | 12.2     | 17       | 2           | 4        | 1     | 2        | 8        | 4     | 0        | 11    | 10       | 7.11     | 1.66    |

- 2021年度シーズン終了時

### 年度別守備成績
| 年 度 | 球 団 | 投手（P） | 投手（P） | 投手（P） | 投手（P） | 投手（P） | 投手（P） |
| 年 度 | 球 団 | 試 合     | 刺 殺     | 補 殺     | 失 策     | 併 殺     | 守 備 率  |
| ----- | ----- | --------- | --------- | --------- | --------- | --------- | --------- |
| 2018  | NYM   | 3         | 0         | 0         | 0         | 0         | ----      |
| 2021  | BAL   | 10        | 0         | 1         | 0         | 0         | 1.000     |
| MLB   | MLB   | 13        | 0         | 1         | 0         | 0         | 1.000     |

- 2021年度シーズン終了時

### 背番号
- 70（2018年）
- 63（2021年）